# Мендель, Андрей Семёнович
Андрей Семёнович Мендель (род. 17 апреля 1995, Елизаветинская) — российский футболист, опорный полузащитник и капитан клуба «Балтика».

## Биография
В детстве жил в станице Марьянская, с шести лет начал заниматься футболом в местном филиале КСДЮШОР № 5. С 2013 года выступал во взрослом футболе за клубы второго дивизиона России — «Биолог-Новокубанск» (Прогресс), «Торпедо» (Армавир), «Дружба» (Майкоп), «Черноморец» (Новороссийск), «Афипс» (Афипский). С «Армавиром» в сезоне 2014/15 стал победителем второго дивизиона. С «Черноморцем» в сезоне 2018/19 вышел в 1/16 финала Кубка России, где клуб уступил московскому «Спартаку».
Летом 2019 года перешёл в клуб ФНЛ «Химки», за половину сезона сыграл 23 матча. По итогам сезона 2019/20, прерванного из-за пандемии Ковид, «Химки» завоевали право на выход в высший дивизион, однако Мендель ещё в начале 2020 года покинул клуб и перешёл в «Волгарь» (Астрахань). С 2021 года выступает за «Факел» (Воронеж), где стал одним из ключевых игроков. Вместе с клубом в сезоне 2021/22 стал серебряным призёром ФНЛ и заслужил право на выход в премьер-лигу. Летом 2022 года продлил контракт с «Факелом».
28 мая 2024 года «Факел» объявил об уходе Менделя из команды.
Отличается неуступчивой игрой и большим числом жёлтых карточек. В 2015 году за полсезона в «Дружбе» получил 8 карточек, а в период выступлений в ФНЛ в каждом из трёх сезонов (2019—2022) набирал не менее 12 карточек.

## Личная жизнь
Женат. Один сын. Есть старший брат.

## Достижения
«Торпедо(Армавир)»
- Победитель Второго дивизиона «зона Юг»: 2014/15

«Афипс»
- Серебряный призёр Второго дивизиона «зона Юг»: 2016/17, 2017/18

«Химки»
- Серебряный призёр Первого дивизиона: 2019/20

«Факел»
- Серебряный призёр Первого дивизиона: 2021/22

«Балтика»
- Чемпион Первой лиги: 2024/25